# Harald Gefle
Harald Gefle (1960) è un ex sciatore alpino norvegese.

## Biografia
Gefle ai Campionati norvegesi vinse la medaglia d'oro nello slalom speciale nel 1980; non prese parte a rassegne olimpiche né ottenne piazzamenti in Coppa del Mondo o ai Campionati mondiali e in seguito prese parte al circuito universitario nordamericano (NCAA).

## Palmarès

### Campionati norvegesi
- 1 medaglia (dati parziali fino alla stagione 1979-1980):
  - 1 oro (slalom speciale nel 1980)[3]